# Gnophomyia flaviclava
Gnophomyia flaviclava är en tvåvingeart som beskrevs av Edwards 1933. Gnophomyia flaviclava ingår i släktet Gnophomyia och familjen småharkrankar. Inga underarter finns listade i Catalogue of Life.